# Thomas Hoyer Monstery
Thomas Hoyer Monstery   (21 d'abril de 1821 - 31 de desembre de 1901) fou un mestre d'esgrima, instructor de boxa, duelista i soldat de fortuna danès-americà, que va lluitar en diversos conflictes d'Amèrica Central i del Sud durant el segle xix.

## Primers anys
Monstery va néixer a Copenhaguen, Dinamarca. El seu pare, Ole Michael Munster, havia estat un oficial de l'exèrcit danès, acomiadat del servei per haver lluitat en duel; després va ser perdonat, però es va desterrar de Dinamarca per servir com a comandant de l'assentament danès de Saint Croix, on va morir dotze anys més tard com a resultat d'una lesió pulmonar deguda al duel. La mare de Thomas, Bergitha Christina Munster, era la filla de Meta Anckarström, cosina de Jacob Johan Anckarström, que l'any 1792 va assassinar al rei Gustau III de Suècia.
Als dotze anys, en 1836, Thomas es va enrolar com a cadet a la marina danesa, servint al buc Bellona i viatjant a molts ports estrangers, incloent Brasil, Rússia, Anglaterra i Portugal. Després de complir tres anys, va resultar ferit durant un accident de focs artificials a bord i va quedar encegat; aquesta lesió li va fer perdre la plaça.

## Entrenant esgrima i boxa
En recuperar la vista, es va inscriure a l'Escola Militar de Copenhaguen, on va romandre durant un any. Va assistir a l'Institut Central d'Educació Física a Estocolm, sobresortint en esgrima, natació i altres aspectes de la formació de la cultura física. Després de quatre anys d'estudi a l'Institut Central, es va graduar com a mestre d'armes.
En rebre la seva herència a l'edat de divuit anys, Monstery va decidir continuar l'estudi especialitzat en combat cos a cos, viatjant a Anglaterra on va estudiar boxa amb William Thompson, més conegut pel seu nom professional de Bendigo, i després a Hamburg, Alemanya, on va continuar entrenant boxa amb un instructor anomenat Liedersdorff. Va continuar viatjant per tot Europa buscant instruccions de diverses escoles d'esgrima, incloent-hi el combat amb navalles a Espanya i Itàlia.

## Carrera militar

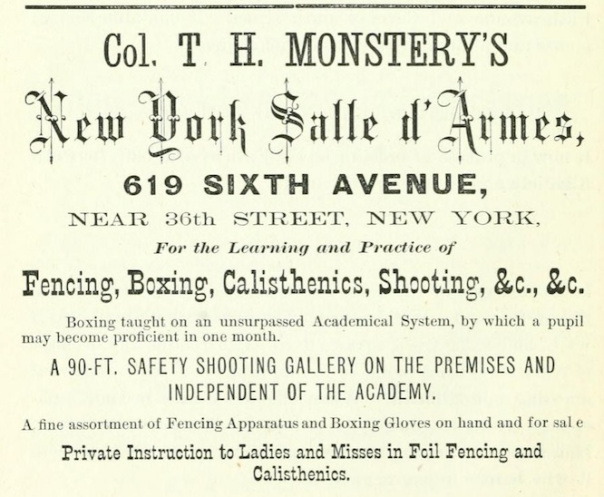
Anunci de la sala d'armes de Monstery

L'any 1845, Monstery va acceptar una comissió com a instructor d'esgrima a l'exèrcit rus, però es va veure obligat a retirar-se per lesions i es va traslladar a Copenhaguen on va matar un home en un duel d'espasa. Fugint de Dinamarca per evitar ser arrestat, es va traslladar a Baltimore i després va intentar obtenir una comissió a l'exèrcit nord-americà com a instructor d'esgrima amb baioneta i sabre. Allistat a la Marina dels Estats Units, es va unir a la tripulació de la canonera Vixen i, per tant, va participar en el desembarcament del General Scott a Veracruz durant la Guerra entre Mèxic i els Estats Units.
Tornat a Baltimore el 1850, Monstery es va convertir en un fabricant de cigars i aconseguint estendre amb èxit aquest comerç per diverses ciutats, i finalment va obrir una escola d'esgrima i boxa. En aquesta època va conèixer i es va casar amb una dona cubana i americana anomenada Carmen Xiques. Mentre va estar establert a Baltimore, Monstery va tenir diverses confrontacions amb una banda de carrer coneguda com a Plug Uglies.
Mudat a Sud-amèrica, va continuar treballant com a instructor, ensenyant esgrima de baioneta a l'exèrcit cubà fins que va agafar la febre groga i va perdre aquesta feina. En recuperar la salut, va participar en una revolució a Nicaragua i després va continuar lluitant i/o ensenyant esgrima als soldats en diversos conflictes locals, acumulant una fortuna considerable. A San Salvador se li va donar el sobrenom pel qual va ser conegut a tot el continent, El Rubio Bravo ("El Ros Valent"). Durant aquest període de la seva vida es deia que havia combatut en nombrosos duels amb espasa, ganivet i pistola. També a Amèrica Llatina, Monstery va aconseguir el grau militar de Coronel.
El 1859 es va establir a Mèxic, i viatjant des de Chiapas a la Ciutat de Mèxic va denunciar que li havien robat de gairebé tota la seva fortuna, estimada en 50.000 dòlars. A la tardor de 1860 va viatjar a les Índies Occidentals per reunir-se amb la seva esposa i tots dos es van instal·lar a Califòrnia, establint-se a San Francisco on Monstery va tornar al negoci dels cigars, va continuar el seu treball com a practicant d'esgrima, boxa i natació i va ajudar a fundar el Pioneer Athletic Club (més tard, el Olympic Club).

## Darrers anys
A principis de 1867, Monstery va viatjar a Mèxic i Cuba, desafiant diversos mestres d'esgrima locals en competicions, abans d'instal·lar-se a la ciutat de Nova York el 1870, on va continuar amb els seus negocis i va seguir tirant en diversos duels. També va participar en diverses competicions d'alt nivell, entre ells el Grand Assaults of Arms; el més popular dels quals es va celebrar al luxós Lyceum Theatre a Fourteenth Street. També va obrir una serie de sales d'esgrima i acadèmies de boxa, on va entrenar tot d'actors destacats i artistes marcials en les arts de l'esgrima i la boxa. El seu alumne més famós va ser Ella Hattan, coneguda popularment pel seu sobrenom, Jaguarina. Durant la seva carrera, Hattan va derrotar a més de seixanta homes a peu i cavall amb l'espasa. Cap a 1884, Monstery es va traslladar a Chicago, on va passar els seus últims anys.
Durant l'última dècada de la seva vida, a Monstery se li van desenvolupar cataractes i va haver de retirar-se de l'esgrima. Thomas Hoyer Monstery va morir a Chicago, el 1901, a l'edat de setanta-set anys. Va ser sobreviscut per la seva dona i per vuit fills.

## Textos sobre autodefensa

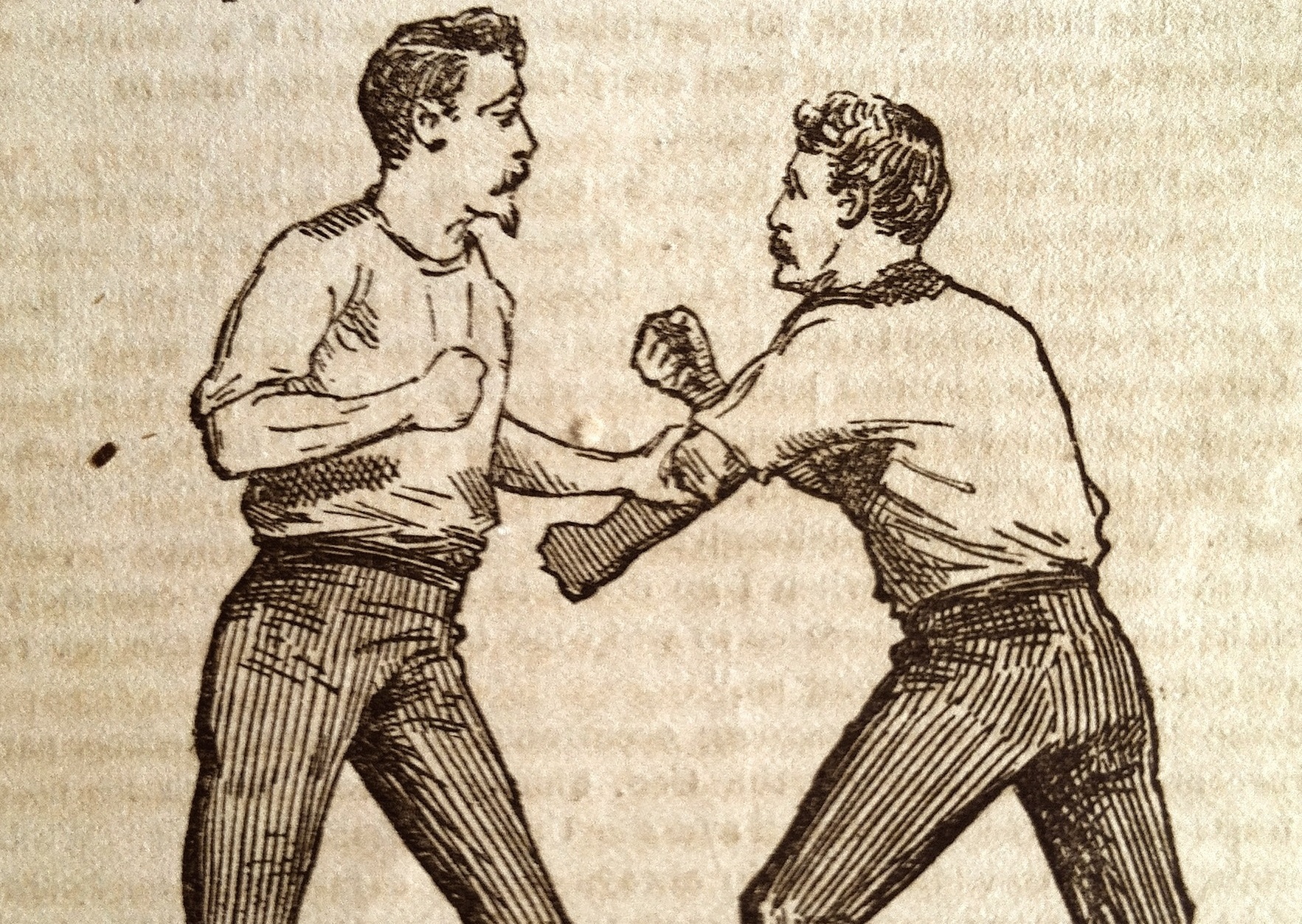
La tècnica de boxa de Monstery, 1878

Entre 1877 i 1878, mentre vivia a Nova York, Monstery va publicar una sèrie d'articles sobre defensa personal, tractant de boxa amb els punys, puntades de peu, claus i esgrima amb bastons de caminar i barres de fusta, incloent-hi la defensa contra el combat "a terra" i el joc brut. Monstery va escriure: 
"Tots els cavallers han de poder protegir-se de l'insult i la violència, amb o sense armes ... Jo ensenyo els següents trucs, no amb la intenció de que s'utilitzin en trobades amistoses amb els guants, sinó únicament per a la protecció de senyors que poden, en qualsevol moment, contra la seva voluntat, ser obligats a un enfrontament amb un brètol de carrer ".

Monstery també ofereix una mirada única al món de la lluita durant l'Era victoriana, que descriu estils com el "ronc" britànic, la lluita Gal·lesa i boxa americana. La secció armada del tractat de Monstery comença amb la canya, o el bastó, que ell qualifica com "el company propi de tots els cavallers", bo contra ganivets, espases i fins i tot pistoles:

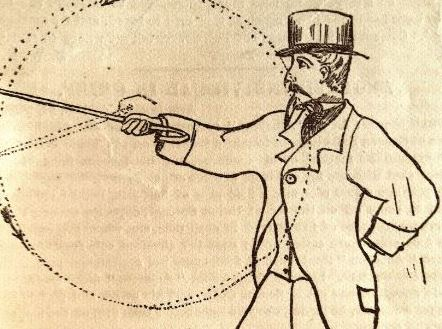
Autodefensa amb bastó de Monstery, 1878

“La boxa ajudarà a un senyor a sortir de moltes de les dificultats que pot trobar, però en algunes zones de la Unió trobarà homes habitualment armats amb ganivets o pistoles i en tal cas un bon bastó d'excursionista, si sap com per utilitzar-lo, pot salvar la seva vida, i—el que considero més important—prevenirir la necessitat de pandre la vida del seu oponent...No pots salvar la vida d'un home amb la pistola, ni pots mostrar generositat. L'has de matar o ell et matarà. Amb el bastó és diferent. Són moltes les pistoles i ganivets que he arrabassat de les mans d'homes amb un cop intel·ligent al canell amb una canya, i molts les lluites a mort he impedit d'aquesta manera. En cas de lluita, no hi ha res millor que un bastó de roure o un atiador.”
La següent secció tècnica de Monstery sobre l'ús del bastó de dues mans és el primer tractat publicat a América durant el segle xix i l'únic que es publicarà abans del segle xx. Monstery també va publicar regles per a concursos de boxa i esgrima, criticant a aquells en ús en aquell moment. Després de la foscor, els escrits d'autodefensa de Monstery van ser republicats eventualment durant el segle XXI sota el títol d'Autodefensa per a Cavallers i Dames (Self-Defense for Gentlemen and Ladies)
Durant la dècada de 1880, Monstery també va escriure o co-va escriure una reeixida sèrie de novel·les Dime.